# Eivinas Zagurskas
Eivinas Zagurskas (Kėdainiai, 9 settembre 1989) è un calciatore lituano, centrocampista dell'AFK Vilnius.

## Carriera

### Club
Zagurskas ha giocato nel Vilnius, per passare poi al Sūduva. Nel 2010 è passato al Nielba Wągrowiec, formazione polacca dove ha militato fino all'estate dello stesso anno.
Nell'estate 2010, Zagurskas è stato ceduto al Górnik Łęczna con la formula del prestito. Ha esordito in squadra il 31 luglio, subentrando a Nildo nella sconfitta per 2-1 sul campo del Górnik Polkowice. Il 2 ottobre ha segnato la prima rete, nel pareggio per 1-1 contro il Piast Gliwice.
Nel 2011 si è trasferito al Wisła Płock a titolo definitivo. Ha debuttato con questa maglia il 24 luglio, schierato titolare nel successo per 1-0 sul Piast Gliwice. Il 29 luglio ha realizzato la prima rete, contribuendo al successo per 1-3 della sua squadra sul campo del Sandecja Nowy Sącz.
Svincolato dopo la fine dell'esperienza in Polonia, a gennaio 2013 Zagurskas si è trasferito in Grecia per militare nelle file del Paniliakos, formazione all'epoca militante nella Gamma Ethniki. Ha disputato il primo incontro in squadra in data 10 marzo 2013, subentrando a Christos Tomaras nella vittoria casalinga per 1-0 sull'Acharnaïkos. È rimasto in squadra fino al termine della stagione, totalizzando 9 presenze con questa maglia.
Nell'estate 2013, Zagurskas è ritornato in Lituania per giocare nello Žalgiris Vilnius. È tornato a calcare i campi del suo paese in data 7 luglio, sostituendo Pavel Komolov nella sfida vinta per 2-4 sul campo del Šiauliai. È rimasto in forza allo Žalgiris Vilnius fino a metà della stagione successiva, quando è passato al Banga Gargždai. Ha debuttato il 27 luglio, schierato titolare nella sconfitta casalinga per 0-4 contro il Trakai. Il 24 agosto ha siglato la prima marcatura nella vittoria per 3-1 sul Dainava Alytus.
L'8 gennaio 2015, Zagurskas ha firmato un contratto biennale con i norvegesi dell'Egersund, formazione militante nella 2. divisjon, terza divisione del campionato locale. Il 7 giugno 2017 ha rescisso l'accordo che lo legava al club.
Libero da vincoli contrattuali, è passato agli islandesi del Víkingur Ólafsvík: ha esordito in Úrvalsdeild il 25 luglio 2017, subentrando ad Eric Kwakwa nella sconfitta casalinga per 1-2 contro il Valur. In vista della stagione 2018, è passato allo Snæfell.

### Nazionale
Zagurskas ha giocato 9 partite per la Lituania under 21, con cui ha realizzato 2 reti.

## Palmarès

### Club

#### Competizioni nazionali
- Campionato lituano: 1

Zalgiris: 2013
- Supercoppa di Lituania: 1

Zalgiris: 2014